# Aethionema thomasianum
Espèce
Classification phylogénétique
L'Aethionema thomasianum, ou Æthionème de Thomas, est une espèce de plante, décrite par Jacques Étienne Gay, du genre Aethionema et de la famille des Brassicacées ou Crucifères. 

## Statut
Aethionema thomasianum J.Gay, 1845 est présente dans le livre rouge de la flore menacée de France.